# Jaak Salumets
Jaak Salumets, né le 30 janvier 1949, à Paide, en République socialiste soviétique d'Estonie, est un ancien joueur et entraîneur de basket-ball soviétique puis estonien. Il évolue durant sa carrière au poste d'ailier.

## Palmarès
- 3e du championnat d'Europe 1973
- Finaliste de l'Universiade d'été de 1973